# Patania tenuis
Patania tenuis is een vlinder uit de familie van de grasmotten (Crambidae). De wetenschappelijke naam van deze soort is voor het eerst gepubliceerd in 1896 door William Warren.
Deze soort komt voor in Australië (Queensland).